# ريتشل كليف
ريتشل كليف هي منافسة ألعاب القوى كندية، ولدت في 1 أبريل 1988.

## وصلات خارجية
- ريتشل كليف على موقع الاتحاد الدولي لألعاب القوى (الإنجليزية)
- ريتشل كليف على موقع الاتحاد الكندي لألعاب القوى (الإنجليزية)
- ريتشل كليف على موقع اللجنة الأولمبية الكندية (الإنجليزية)